# Каменський Василь Васильович
Каме́нський Василь Васильович (нар. 17 (29) квітня 1884 — пом. 11 листопада 1961) — російський поет, драматург і сценарист. Член Спілки письменників Росії. Один з перших російських авіаторів (1910–1911), учень піонера російської авіації Харитона Славоросова.  

## Біографія
Народився у Пермі. За освітою — агроном. Літературну діяльність розпочав 1904 р. Організатор групи кубофутуристів («Будетлян») в Петербурзі (1909).  Разом з В. Маяковським, В. Хлєбниковим, Д. Бурлюком був учасником і редактором футуристичних збірників, газет, журналів та інших видань.
Помер 11 листопада 1961 року. Похований на Новодівочому цвинтарі в Москві.

## Фільмографія[1]
У 1918 році знявся в драмі «Той, що не для грошей народився» (сценарій Володимира Маяковського за мотивами роману Джека Лондона «Мартін Іден»).
Автор сценаріїв фільмів:
- «Родина Грибушиних» (1923),
- «Трагедія Євлампія Чиркіна» (1925),
- української стрічки «Митрошка — солдат революції» (1928).

1929 року виступив сценаристом фільму Володимира Фейнберга «Каан-Кереде».

## Нагороди
Нагороджений орденами Трудового Червоного Прапора, «Знак Пошани», медалями.